# Tysmenycja (město)
Tysmenycja (ukrajinsky Тисмениця, Тысменица – Tysmenica, polsky Tyśmienica) je město v Ivanofrankivské oblasti na Ukrajině. K roku 2004 měla bezmála deset tisíc obyvatel.

## Poloha
Tysmenycja leží na Voroně, pravém přítoku Bystrycje Nadvirňanské v povodí Dněstru. Od Ivano-Frankivsku je vzdálena přibližně jedenáct kilometrů východně.

## Dějiny
První písemná zmínka je z roku 1143. Od roku 1449 je Tysmenycja městem. V letech 1772–1918 byla součástí rakouské Haliče. Od roku 1884 přes ni vedla železniční trať Bučač — Jarmolynci.
Po konci první světové války připadla Tysmenycja do druhé Polské republiky. Za druhé světové války ji obsadil nejprve Sovětský svaz a poté v letech 1941–1944 nacistické Německo.
Po druhé světové válce připadla Tysmenycja do Ukrajinské sovětské socialistické republiky a v roce 1991 se stala součástí samostatné Ukrajiny.
Město je střediskem ukrajinského kožešnického průmyslu a také v jeho znaku jsou vyobrazeny tři kůže. Zpracování kožešin zde zavedli v 16. století arménští přistěhovalci a v roce 1891 byla založena první ukrajinská továrna na kožichy, která se v dobách SSSR stala významným exportérem. V roce 1988 do ní vstoupil zahraniční kapitál a spolumajiteli akciové společnosti Chutrofirma Tysmenycja jsou německé podniky Rosenberg & Lenhart a Murrhardter Pelzveredelung. Zpracuje se zde okolo deseti milionů kožešin ročně.

### Rodáci
- Kost Levyckyj (1859–1941), právník a politik
- Henry Roth (1906–1995), americký spisovatel